# Велики плаж
Великият плаж (на сръбски: Велика Плажа; на албански: Plazhi i Madh; на английски: Long Beach) се намира в община Улцин, Стара Черна гора.
Простира се от пристанище Милена в Улцин до река Бояна, която го отделя от т.нар. Ада Бояна.
Плажът е в голямата си част девствен, като за туристическото му развитие се търси помощта на публично-частно партньорство.